# Желябовский сельский совет
Желябовский сельский совет (укр. Желябовська сільська рада, крымскотат. Çaya köy şurası) — административно-территориальная единица в Нижнегорском районе в составе АР Крым Украины (фактически до 2014 года), ранее до 1991 года — в  составе Крымской области УССР в СССР, до 1954 года — в составе Крымской области РСФСР в СССР, до 1945 года — в составе Крымской АССР РСФСР в СССР.
Население по переписи 2001 года составляло 3910 человек, площадь совета — 49 км². Территория сельсовета находится на северо-востоке района, в степном Крыму, на берегах реки Биюк-Карасу в нижнем течении.
К 2014 году сельсовет состоял из 2 сёл:
- Желябовка
- Ломоносово

## История
Желябовский сельский совет был образован 20 августа 1921 года в составе Ичкинского района Феодосийского уезда, а в 1922 году уезды получили название округов. 11 октября 1923 года, согласно постановлению ВЦИК, в административное деление Крымской АССР были внесены изменения, в результате которых округа были отменены, Ичкинский район упразднили, включив в состав Феодосийского. По результатам всесоюзной переписи 17 декабря 1926 года Желябовский сельский совет включал 29 населённых пунктов с населением 4362 человека.
Также к сельсовету были приписаны 2 железнодорожные будки с 11 жителями в обеих, 2 железнодорожные казармы — 26 чел.; хутора: Варенкиотов с 2 жителями, Игаджиев с 4, Паличев с 5, Рейзер с 7, Собачий с 12, артели Культурный Садовод — 22 жителя и Свой Труд с 13. Постановлением ВЦИК «О реорганизации сети районов Крымской АССР» от 30 октября 1930 года был создан Сейтлерский район (по другим сведениям 15 сентября 1931 года) и совет передали в его состав. С 25 июня 1946 года совет в составе Крымской области РСФСР, а 26 апреля 1954 года Крымская область была передана из состава РСФСР в состав УССР. На 15 июня 1960 года в составе совета числились населённые пункты:

| - Желябовка - Заречье - Ивановка - Калиновка | - Красноселье - Ломоносово - Тамбовка |

Указом Президиума Верховного Совета УССР «Об укрупнении сельских районов Крымской области» от 30 декабря 1962 года был упразднён Советский район и из него село Тарасовка было передано в Желябовский сельский совет. К 1968 году ликвидированы Калиновка и Красноселье, в период с 1 января по 1 июня 1977 года бал образован Ивановский сельсовет, куда отошли Заречье, Ивановка, Тамбовка и Тарасовка и совет обрёл окончательный состав. С 12 февраля 1991 года сельсовет в восстановленной Крымской АССР, 26 февраля 1992 года переименованной в Автономную Республику Крым. С 21 марта 2014 года в составе Крыма аннексирован Россией. Законом «Об установлении границ муниципальных образований и статусе муниципальных образований в Республике Крым» от 4 июня 2014 года территория административной единицы была объявлена муниципальным образованием со статусом сельского поселения.